# Баутон (Ајова)
Баутон (енгл. Bouton) град је у америчкој савезној држави Ајова. По попису становништва из 2010. у њему је живело 129 становника.

## Демографија
Према попису становништва из 2010. у граду је живело 129 становника, што је -7 (-5.1%) становника више него 2000. године.
| Група             | 2000.       | 2010.       |
| Белци             | 129 (94,9%) | 127 (98,4%) |
| Афроамериканци    | 1 (0,7%)    | 0 (0,0%)    |
| Азијати           | 1 (0,7%)    | 0 (0,0%)    |
| Хиспаноамериканци | 0 (0,0%)    | 0 (0,0%)    |
| Укупно            | 136         | 129         |